# Alfonso de Valdès
Alfonso de Valdès, född i slutet av 1400-talet i Cuenca i Nya Kastilien död 1532 i Wien, var en spansk humanist och reformist. Jämte sin tvillingbror Juan var han en förgrundsgestalt inom den evangeliskt färgade, från Erasmus påverkade reformrörelse inom katolska kyrkan, "reformismen", vilken fram till omkring 1540 bildade en andlig huvudströmning mellan reformationen och den framväxande motreformationen.
Alfonso de Valdès följde kejsar Karl V till riksdagen i Worms 1521. Han fick starkt intryck av kyrkliga reformers nödvändighet och blev efter återkomsten till Spanien som Gattinaras sekreterare förgrundsfigur i Spaniens kyrkoreformatoriska humanism. Kraftigt försvarade han Erasmus mot de spanske munkarna. Efter Roms skövling 1527 skrev han sin berömda Dialog, där t. o. m. påvens världsliga regemente över Kyrkostaten angreps; kejsaren borde taga reformen om hand.
Alfonso de Valdès lämnade dock ej sin kyrkas mark. Han stod högt i Karl V:s gunst och deltog bl. a. i riksdagen i Augsburg 1530, där han fick tjäna som den taktfulle förmedlaren mellan kejsaren, den påvlige legaten och Melanchthon. Han ogillade Augustana, men hindrade dess vantolkning inför kejsaren. Han fortsatte att förmedla mellan Karl och protestanterna och arbeta för ett fredligt konsilium.